# Ralph Goveia
Ralph Wesley Goveia Assafrao, né le 8 mars 1996 à Johannesbourg (Afrique du Sud), est un nageur zambien. 

## Carrière
Ralph Goveia participe aux Jeux olympiques de la jeunesse de 2014 à Nankin, où il est éliminé en séries des 50 et 100 mètres papillon. 
Il participe ensuite aux Jeux olympiques d'été de 2016 à Rio de Janeiro, où il est éliminé en séries du 100 mètres papillon.
Il est médaillé de bronze du 100 mètres papillon aux Championnats d'Afrique de natation 2018 à Alger. 